# Teretrius gussakovskii
Teretrius gussakovskii är en skalbaggsart som beskrevs av Kryzhanovskij in Kryzhanovskij och Reichardt 1976. Teretrius gussakovskii ingår i släktet Teretrius och familjen stumpbaggar. Inga underarter finns listade i Catalogue of Life.